# John Kerr (Segler)
John Kerr (* 9. August 1951 in Toronto) ist ein ehemaliger kanadischer Segler.

## Erfolge
John Kerr, der Mitglied im Royal Canadian Yacht Club ist, nahm in der Bootsklasse Soling an den Olympischen Spielen 1984 in Los Angeles teil. Gemeinsam mit Stephen Calder war er Crewmitglied von Skipper Hans Fogh und gewann mit diesen die Bronzemedaille, als sie dank 49,7 Punkten hinter dem US-amerikanischen und dem brasilianischen Boot Dritte wurden. Bereits 1978 hatte er im Soling auch bei den Weltmeisterschaften Bronze gewonnen. 1975, 1978, 1980, 1983 und 1984 wurde Kerr im Soling kanadischer Meister sowie in den Jahren 1978, 1982 und 1983 auch Europameister.
Kerr machte zunächst 1976 seinen Abschluss an der University of Western Ontario, ehe er von 1978 bis 1982 an der York University einen Abschluss in Wirtschaftswissenschaften erwarb. Im Anschluss arbeitete er unter anderem in der Firma seines Vaters, der Kerrwil Publications Limited. Er ist verheiratet und hat zwei Kinder.